# رولاندو نافاريتي
رولاندو نافاريتي مواليد 14 فبراير 1957 في الفلبين، هو ملاكم فلبيني يصنف ضمن فئة وزن الريشة. حقق بطولة المجلس العالمي للملاكمة.

## إحصائيات
خاض خلال مسيرته 72 نزالا، فاز في 54 وتعادل في 3 وخسر في 15. فاز بالضربة القاضية في 31 نزالا.

## روابط خارجية
- رولاندو نافاريتي على موقع بوكس ريك (الإنجليزية) (registration required)